# Moseć (hegység)
A Moseć egy hegység Horvátországban, Dalmácia és a dalmát Zagora területén. A Dinári-hegység része. 

## Fekvése
A Moseč a Promina alsó, délkeleti folytatása, amelytől Drniš közelében a Čikola-szurdok választja el. Párhuzamosan húzódik a magasabb Svilajával, amelytől a Čikola-völgy választja el. Moseć déli határa nem egyértelmű. Itt a hegység fokozatosan ereszkedik lefelé, az alacsonyabb karszt domboktól a tengerparti (Trtar, Vilaja stb.) hegyek felé. 

## Leírása
A Moseć körülbelül 30 km hosszan, északnyugat-délkeleti irányban, a Dinári-hegység fő vonulata irányában húzódik. Krétakori mészkőből és dolomitból épült, részben eocén kori flis borítja. Sziklás gerince ritka növényzetű hullámos fennsík, kúp alakú csúcsaival és víznyelőivel, gyertyánnal (Ostrya) mozaikszerűen benőtt legelőkkel, kevés termékeny földterületekkel.
A Moseć legmagasabb csúcsa a Movran (838 m, de egyes források 843 m magasságot jeleznek), a délkeleti részén Muć közelében található, míg nyugati csúcsai Crni vrh (702 m) és mások 700 m tengerszint feletti magasságban Drniš felé egyre lejjebb találhatók.  További csúcsok a Krpušnjak (795 m), Runjevac (749 m), Ozrnac (704 m), Umci (618 m), Ošljar (584 m) és mások.
A kevés számú lakosság többnyire állattartással foglalkozik. A Mosećon keresztül vezet a Kaštel Stari - Gornje Viljevo - Kladnjice - Drniš út.